# Falco (släkte)
Falco är ett släkte med små rovlevande fåglar i ordningen falkfåglar. Släktet omfattar ett knappt 40-tal nu levande arter som förekommer på alla kontinenter utom Antarktis.
Falco är ett relativt ungt släkte som differentierades för endast 5-8 miljoner år sedan, vilket betyder att arterna i Falco är förhållandevis nära släkt med varandra.
De fyra arterna slagfalk, juggerfalk, tatarfalk och jaktfalk utgör en monofyletisk klad och placeras därför ibland i undersläktet Hierofalcon. Hierofalcon är en ung klad som härstammar från ungefär två miljoner år sedan och inom gruppen är det ganska vanligt med hybridisering. Det förekommer en flaskhalseffekt för utvecklingslinjen då den vid någon tidpunkt nästan dött ut och skillnaderna inom gruppen är därför mycket sentida.

## Taxonomi
Listan nedan följer systematiken hos AviList:
- Bandad falk (Falco zoniventris)
- Rödfalk (Falco naumanni)
- Rävfalk (Falco alopex)
- Vitögd falk (Falco rupicoloides)
- Mauritiusfalk (Falco punctatus)
- Seychellfalk (Falco araeus)
- Madagaskarfalk (Falco newtoni)
- Klippfalk (Falco rupicolus)
- Moluckfalk (Falco moluccensis)
- Tornfalk (Falco tinnunculus)
- Nankinfalk (Falco cenchroides)
- Sparvfalk (Falco sparverius)
- Aftonfalk (Falco vespertinus)
- Amurfalk (Falco amurensis)
- Stenfalk (Falco columbarius)
- Skifferfalk (Falco ardosiaceus)
- Palmfalk (Falco dickinsoni)
- Brunfalk (Falco berigora)
- Orangebröstad falk (Falco deiroleucus)
- Fladdermusfalk (Falco rufigularis)
- Australisk lärkfalk (Falco longipennis)
- Orientlärkfalk (Falco severus)
- Eleonorafalk (Falco eleonorae)
- Sotfalk (Falco concolor)
- Afrikansk lärkfalk (Falco cuvierii)
- Lärkfalk (Falco subbuteo)
- Nyazeelandfalk (Falco novaeseelandiae)
- Aplomadofalk (Falco femoralis)
- Rödhuvad falk (Falco chicquera)
- Präriefalk (Falco mexicanus)
- Gråfalk (Falco hypoleucos)
- Taitafalk (Falco fasciinucha)
- Pilgrimsfalk (Falco peregrinus) – inklusive berberfalk
- Slagfalk (Falco biarmicus)
- Juggerfalk (Falco jugger)
- Svartfalk (Falco subniger)
- Jaktfalk (Falco rusticolus)
- Tatarfalk (Falco cherrug)

### Utdöda arter
Två arter i släktet har dött ut under holocen:
- Réunionfalk (Falco duboisi)
- Kubafalk (Falco kurochkini)